# Contea di Luxi (Jiangxi)
La contea di Luxi (芦溪县S, Lúxī XiànP) è una contea della Cina, situata nella provincia di Jiangxi e amministrata dalla prefettura di Pingxiang.